# Эрнечвиль
Эрнечвиль (нем. Ernetschwil) — деревня и бывшая коммуна в Швейцарии, в кантоне Санкт-Галлен.
До 2012 года имела статус отдельной коммуны. 1 января 2013 года вошла в состав коммуны Гоммисвальд.
Входит в состав округа Зе-Гастер. Население составляет 1352 человека (на 31 декабря 2006 года). Официальный код — 3331.